# Рахметов, Саттар Муканович
Саттар Муканович Рахметов (род. 14 апреля 1949, Караганда, КазССР, СССР) — доктор юридических наук (2006), профессор (2008), главный научный сотрудник отдела ГУ «Институт законодательства Республики Казахстан», автор многих монографических работ, один из составителей Уголовного кодекса Республики Казахстан, редактор учебников по Общей и Особенной части уголовного права.

## Биография
В 1973 году окончил юридический факультет Казахского государственного университета имени С. М. Кирова.
По окончании университета Рахметов С. М. работал стажером прокуратуры Ульяновского района Карагандинской области — с 1970 по 1972 гг.; следователем прокуратуры Советского района г. Караганды — с 1972—1974 гг.; прокурором уголовно-судебного отдела прокуратуры Карагандинской области — с 1974 г. по 1975 г.
В течение 14 лет (1975—1989 гг.) занимался научно-педагогической деятельностью: старший преподаватель Карагандинского государственного университета (1975 −1976 гг.), аспирант КазГУ им. С. М. Кирова (1976—1979 гг.), преподаватель, старший преподаватель, доцент Карагандинской высшей школы МВД СССР (1980—1989 гг.).
В 1984 году под научным руководством д.ю.н., профессора В. Н. Маркелова успешно защитил кандидатскую диссертацию в Томском государственном университете по теме «Уголовно-правовые и криминологические вопросы борьбы с развратными действиями в отношении малолетних».
С 1989 по 1990 гг. работал инструктором государственно-правового отдела Карагандинского областного комитета Компартии Казахстана.
С 1990 по 1992 гг. занимал должность старшего консультанта в отделе по вопросам законности и правопорядка аппарата Секретариата Верховного Совета Республики Казахстан (в последующем — Парламента РК).
С 1992 по 1999 гг. возглавлял кафедры уголовного права и криминологии Алматинской высшей школы МВД СССР, Алматинской высшей школы Государственного следственного комитета Республики Казахстан, Академии МВД Республики Казахстан.
С 1997 по 2014 гг. был членом Научно-консультативного совета при Верховном Суде Республики Казахстан.
В составе Межведомственных рабочих групп при Министерстве юстиции Республики Казахстан и Генеральной прокуратуре Республики Казахстан участвовал в разработке проектов Уголовного кодекса Республики Казахстан 1997 и 2014 годов.
С 1999 года является пенсионером Министерства Внутренних дел Республики Казахстан, имеет специальное офицерское звание «полковник полиции».
В период с 1999 по 2007 годы Рахметов С. М. руководил кафедрой уголовно-правовых дисциплин Казахской Академии труда и социальных отношений.
В 2006 г. защитил докторскую диссертацию по теме «Теоретические основы совершенствования системы мер борьбы с преступлениями против правосудия по уголовному законодательству Республики Казахстан». Научный консультант — д.ю.н., профессор А. Х. Миндагулов.
В 2008 году присвоено ученое звание профессора.
С 2007 по 2011 гг. являлся начальником Научно-исследовательского центра и адъюнктуры, профессором Академии финансовой полиции Республики Казахстан.
С 2010 г. по настоящее время Рахметов С. М. работает главным научным сотрудником отдела уголовного, уголовно-процессуального, уголовно-исполнительного законодательства и судебной экспертизы ГУ «Институт законодательства Республики Казахстан».
С 2008 по 2014 гг. занимался, параллельно с основной работой, редакционной деятельностью: главный редактор научного журнала «Вестник Академии финансовой полиции» (2008—2014 гг.), член редакционной коллегии научно-правового журнала «Вестник Института законодательства Республики Казахстан» (с 2010 г. по настоящее время).

## Награды
За достигнутые успехи в научно-педагогической деятельности и на государственной службе Рахметов С. М. награжден:
— нагрудными знаками «Почетный сотрудник ГСК» (1997 г.); «За заслуги в развитии науки Республики Казахстан» (2004 г.); «Әділет органдары жүйесінің қүрметті қызметкері» (2013 г.);
— юбилейными медалями МВД СССР; «Қазақстан Конституциясына 10 жыл» (2005 г.); «Қазақстан Республикасының қаржы полициясына 15 жыл» (2009 г.); «Қазақстан тәуелсіздігіне 20 жыл» (2011 г.);
— нагрудным знаком и грантом МОН РК «Лучший преподаватель вуза» (2008 г.);
— грамотой Министра юстиции Республики Казахстан за образцовое исполнение служебных обязанностей и в связи с празднованием Дня Победы в Великой Отечественной войне и Дня защитника Отечества (2018).
На протяжении 30 лет Рахметов С. М. читал лекции для студентов, магистрантов, докторантов по учебным дисциплинам: «Уголовное право Республики Казахстан. Общая часть», «Уголовное право Республики Казахстан. Особенная часть», «Уголовная политика Республики Казахстан». Им разрабатывались и читались такие спецкурсы, как: «Квалификация преступлений», «Антикоррупционная политика Республики Казахстан», «Теория и практика применения уголовного законодательства», «Новое в уголовном законодательстве Республики Казахстан».
Рахметов С. М. внёс большой вклад в подготовку научно-педагогических кадров Казахстана. Под его началом выполнены и защищены 14 кандидатских диссертаций и 3 докторских (Ph.D).
В настоящее время является заместителем Председателя диссертационного совета Алматинской академии МВД РК по присуждению степени доктора философии (РһD). В данном диссертационном совете в течение нескольких лет был Ученым секретарем.
Автор и соавтор 235 публикаций, из которых: 4 Комментария к Уголовным кодексам Республики Казахстан 1997 и 2014 г.г., 10 монографий, 66 учебников и учебных, научно-практических пособий, 153 научных статей.
Его труды посвящены проблемам: современной уголовной политики Республики Казахстан; антикоррупционной политики Республики Казахстан; совершенствования норм об уголовной ответственности за коррупционные и экологические правонарушения; совершенствования норм об ответственности за уголовные правонарушения в сфере экономической деятельности; уголовной ответственности за торговлю людьми; внедрения ответственности юридических лиц; уголовно-правовой охраны несовершеннолетних от преступных посягательств на их половую неприкосновенность; уголовно-правовой охраны женщин от преступных посягательств на их половую свободу; уголовно-правовой охраны интересов правосудия; теории квалификации уголовных правонарушений и многим другим.

## Семья
Женат, дети.